# Рясники (Брянская область)
Рясники — упразднённая в 1964 году деревня в Карачевском районе Брянской области России. Ныне в черте села Трыковка Карачевского городского поселения.

## География
Расположено в 1 км от западной окраины города Карачева, при автодороге А141.

## История
До 1929 года входила в Карачевский уезд (с 1861 — в составе Драгунской волости, с 1925 в Карачевской волости).
С 1929 года в Карачевском районе; входила в состав Трыковского сельсовета.
Во время фашистской оккупации находился немецкий аэродром. Известно, что в штурмовке аэродрома 4 августа 1943 года в составе группы из 6 Ил-2 участвовал Н. И. Попов, будущий Герой Советского Союза (1946). На земле штурмовики уничтожили 35-40 самолётов.
В 1964 году присоединена к деревне Трыковка, получившая статус села.

## Известные уроженцы, жители
10 октября 1910 года в селе Рясники родился Тесленко, Илья Алексеевич, будущий Герой Советского Союза, почётный гражданин города Карачев Брянской области и города-героя Керчь (1989).

## Инфраструктура
Личное подсобное хозяйство с зоной сельскохозяйственного использования, индивидуальная застройка усадебного типа. Дачи. 

## Транспорт
Остановка общественного транспорта «Рясники». 